# Araneus acusisetus
Araneus acusisetus là một loài nhện trong họ Araneidae.
Loài này thuộc chi Araneus. Araneus acusisetus được miêu tả năm 1994 bởi Zhu & Da-xiang Song.